# Lago Bistcho
O lago Bistcho é um lago localizado no noroeste da província de Alberta, Canadá. Tem uma área de 413 km², e sensivelmente ao centro do lago localiza-se uma ilha que ocupa uma área de 13 km2. O lago encontra-se a uma altitude de 552 metros.
O seu principal emissário é o rio Petitot que é um afluente do rio Liard. O lago Bistcho faz parte da bacia hidrográfica do Rio Mackenzie. 